# Kampfmittelabwehrschule
Die Kampfmittelabwehrschule (KpfmAbwS) ist eine ausgelagerte Ausbildungseinrichtung der Pionierschule in der Alb-Kaserne in Stetten am kalten Markt. Sie hat den Auftrag, Soldaten aller Teilstreitkräfte der Bundeswehr in der Kampfmittelabwehr auszubilden.

## Beschreibung
Auftrag ist:
- Bereitstellung Einsatzkräfte für Kampfmittelabwehr
- lehrgangsgebundene Ausbildung für alle Kampfmittelabwehrkräfte der Bundeswehr

Die Dienststelle umfasst zirka 600 Soldaten. In der Einrichtung gibt es Kampfmittelabwehrfeldwebel und -offiziere, die in Zweier-Teams arbeiten. Der Stützpunkt vereint Soldaten des Heeres, der Luftwaffe und der Marine aus ganz Deutschland. Zusätzlich sind dort Sprengstoffspürhunde mit Hundeführern stationiert. Zudem arbeiten dort eine Psychologin und ein Sprachausbilder, damit die Kommunikation in multinationalen Einsätzen reibungslos funktioniert.
Die spezifische Ausbildung zum Kampfmittelabwehrsoldaten dauert mindestens ein Jahr.

## Gliederung
Die Kampfmittelabwehrschule gliedert sich in:
- einen Stabszug
- das Übungszentrum Kampfmittelabwehr
- das Dokumentationszentrum Kampfmittelabwehr
- die Einsatzkompanie Kampfmittelabwehr
- die VI. Inspektion Ausbildung Kampfmittelabwehr
- den Bereich Versorgung

## Geschichte
Die heutige Kampfmittelabwehrschule wurde zum 1. Juli 2005 als Zentrum für Kampfmittelbeseitigung der Bundeswehr (ZKpfmBesBw) in Stetten am kalten Markt aufgestellt. Herangezogen wurden dazu die Kampfmittelbeseitigungskompanien 11 und 21 des Heeres, sowie Teile der Kampfmittelbeseitigungskompanien der Logistikbataillone 162, 172 und 462. Letztere wurden unter der Bezeichnung Kampfmittelbeseitigungskompanie 12, 13 und 14 dem Zentrum unterstellt und aus ihren bisherigen Standorten Putlos, Klietz und Baumholder bis 2008 nach Stetten am kalten Markt verlegt. Am 23. Januar 2007 erfolgte nach Herstellung der Einsatzbereitschaft die offizielle Indienststellung des Zentrums. Fachlich unterstand das Zentrum für Kampfmittelbeseitigung der Bundeswehr zunächst dem Streitkräfteunterstützungskommando und war Teil der Streitkräftebasis.
Im Zuge der Neuausrichtung der Bundeswehr und Umgliederung zum HEER2011 wurde das Zentrum Mitte 2012 dem Kommandeur Pionierschule und Fachschule des Heeres für Bautechnik unterstellt und wechselte somit von der Streitkräftebasis zum Heer. Zum 1. Juli 2015 wurde das Zentrum zum Ausbildungsstützpunkt Kampfmittelabwehr (AusbStp KpfmAbw) umgegliedert und umbenannt. Es dem Ausbildungszentrum Pioniere, welches zum gleichen Zeitpunkt durch Umbenennung aus der Pionierschule und Fachschule des Heeres für Bautechnik hervorgegangen war.
Zum 1. April 2021 wurden zehn Ausbildungseinrichtungen des Heeres umbenannt und erhielten meist ihre traditionellen Namen zurück. Der Ausbildungsstützpunkt Kampfmittelabwehr erhielt den neuen Namen Kampfmittelabwehrschule. Das vorgesetzte Ausbildungszentrum Pioniere wurde in Pionierschule umbenannt.

### Kommandeure
| Nr | Name                      | Beginn der Berufung | Ende der Berufung |
| -- | ------------------------- | ------------------- | ----------------- |
| 1. | Oberst Johann Freudenfeld | Juli 2005           | Mai 2013          |
| 2. | Oberst Carsten Drümmer    | Mai 2013            | September 2018    |
| 3. | Oberst Jochen Gumprich    | September 2018      | September 2022    |
| 4. | Oberst Michael Frick      | September 2022      | laufend           |